# Bilieu
Bilieu és un municipi francès situat al departament de la Isèra i a la regió d'Alvèrnia-Roine-Alps. L'any 2007 tenia 1.152 habitants.

## Demografia

### Població
El 2007 la població de fet de Bilieu era de 1.152 persones. Hi havia 426 famílies de les quals 75 eren unipersonals (30 homes vivint sols i 45 dones vivint soles), 146 parelles sense fills, 179 parelles amb fills i 26 famílies monoparentals amb fills.
La població ha evolucionat segons el següent gràfic:
Habitants censats

### Habitatges
El 2007 hi havia 578 habitatges, 436 eren l'habitatge principal de la família, 102 eren segones residències i 41 estaven desocupats. 538 eren cases i 38 eren apartaments. Dels 436 habitatges principals, 364 estaven ocupats pels seus propietaris, 65 estaven llogats i ocupats pels llogaters i 7 estaven cedits a títol gratuït; 1 tenia una cambra, 11 en tenien dues, 40 en tenien tres, 97 en tenien quatre i 286 en tenien cinc o més. 382 habitatges disposaven pel capbaix d'una plaça de pàrquing. A 146 habitatges hi havia un automòbil i a 267 n'hi havia dos o més.

### Piràmide de població
La piràmide de població per edats i sexe el 2009 era:
| Homes | Edats   | Dones |
| ----- | ------- | ----- |
| 0     | 95 o +  | 0     |
| 0     | 90 a 94 | 0     |
| 4     | 85 a 89 | 0     |
| 16    | 80 a 84 | 4     |
| 8     | 75 a 79 | 20    |
| 12    | 70 a 74 | 8     |
| 24    | 65 a 69 | 16    |
| 8     | 60 a 64 | 24    |
| 24    | 55 a 59 | 20    |
| 40    | 50 a 54 | 40    |
| 40    | 45 a 49 | 40    |
| 52    | 40 a 44 | 60    |
| 44    | 35 a 39 | 32    |
| 28    | 30 a 34 | 28    |
| 4     | 25 a 29 | 12    |
| 28    | 20 a 24 | 20    |
| 44    | 15 a 19 | 40    |
| 52    | 10 a 14 | 24    |
| 44    | 5 a 9   | 20    |
| 36    | 0 a 4   | 28    |

## Economia
El 2007 la població en edat de treballar era de 764 persones, 526 eren actives i 238 eren inactives. Les 526 persones actives estaven ocupades(283 homes i 243 dones).. De les 238 persones inactives 80 estaven jubilades, 60 estaven estudiant i 98 estaven classificades com a «altres inactius».

### Ingressos
El 2009 a Bilieu hi havia 458 unitats fiscals que integraven 1.216,5 persones, la mediana anual d'ingressos fiscals per persona era de 21.497 €.

### Activitats econòmiques
Dels 42 establiments que hi havia el 2007, 1 era d'una empresa de fabricació de material elèctric, 3 d'empreses de fabricació d'altres productes industrials, 12 d'empreses de construcció, 7 d'empreses de comerç i reparació d'automòbils, 1 d'una empresa de transport, 4 d'empreses d'hostatgeria i restauració, 2 d'empreses d'informació i comunicació, 4 d'empreses immobiliàries, 5 d'empreses de serveis, 2 d'entitats de l'administració pública i 1 d'una empresa classificada com a «altres activitats de serveis».
Dels 15 establiments de servei als particulars que hi havia el 2009, 2 eren tallers de reparació d'automòbils i de material agrícola, 3 guixaires pintors, 3 fusteries, 1 lampisteria, 3 electricistes, 1 restaurant, 1 agència immobiliària i 1 saló de bellesa.
L'únic establiment comercial que hi havia el 2009 era una botiga de menys de 120 m².
L'any 2000 a Bilieu hi havia 13 explotacions agrícoles que ocupaven un total de 200 hectàrees.

## Equipaments sanitaris i escolars
El 2009 hi havia una escola elemental.

## Poblacions més properes
El següent diagrama mostra les poblacions més properes.